# Jönköpings flygplats
Jönköpings flygplats, tidigare Axamo flygplats, (IATA: JKG, ICAO: ESGJ) är en internationell flygplats omkring åtta kilometer sydväst om Jönköpings centrum. Driftbolaget Jönköping Airport AB marknadsför flygplatsen som Jönköping Airport.
Flygplatsen började byggas 1959 och togs i bruk den 20 december 1960. Den var färdigbyggd ett knappt år senare och invigdes den 3 september 1961 av kommunikationsminister Gösta Skoglund. Den nuvarande terminalbyggnaden är från 1990-talet. Flygplatsen ägs av Jönköpings kommun sedan den 1 januari 2010 då den övertogs från Luftfartsverket. Flygplatsen drivs av Jönköping Airport AB, som ägs av Jönköpings Rådhus Aktiebolag.
Flygplatsen ligger nära naturreservatet Dumme mosse.
Axamo flygplats ersatte Jönköpings flygfält, som låg mellan Munksjön och Rocksjön.
Sedan december 2020 är flygplatsen en av Sveriges 16 beredskapsflygplatser.

## Flygtrafik
Sedan den 15 mars 2020 finns inget reguljärflyg på flygplatsen, endast nattliga post- och fraktflygningar, både inrikes och utrikes, samt charter. 
Charterflyget växte under 2010-talet, till Medelhavet, Kanarieöarna, Grekland och Turkiet, med researrangörerna Ving , Fritidsresor och Apollo. Fraktflyget består av internationella linjer mellan Jönköping och Bryssel, Baden-Baden, Helsingfors, Oslo och Billund. Operatörer av dessa linjer är TNT och Time Matters. 
På flygplatsen finns också affärs-, taxi- och privatflyg samt flyg från den lokalt baserade flygklubben, Jönköpings Flygklubb. Flygplatsen är också reservflygplats för Landvetter.

## Flygbolag och destinationer över tid
Nextjet upphörde med trafiken till Köpenhamn sommaren 2013.
Under 2011 fanns en daglig avgång till Berlin-Tegel.
Efter att ha trafikerat Jönköping i två omgångar lade Air Leap slutligen ned trafiken till Stockholm Arlanda 2020 till följd av Covid-19-pandemin. Rutten trafikerades tidigare av bolagets föregångare Nextjet som gick i konkurs 2018. Under en period efter dess konkurs trafikerade även BRA Jönköping från Stockholm Bromma.
Frankfurt var en regulär linje under en lång tid. 
2025 flyger Lion Alpin direktflyg till Alperna.
Samma år flyger också Nouvelair direktcharter till Tunisien.

## Transporter till och från flygplatsen
Länstrafikens busslinje 31 förbinder flygplatsen med Jönköpings centrum.